# Melocanna arundina
Melocanna arundina là một loài thực vật có hoa trong họ Hòa thảo. Loài này được C.E.Parkinson mô tả khoa học đầu tiên năm 1935.